# Constante catalytique
En enzymologie, la constante catalytique, notée kcat, également appelée turnover number (TON, parfois francisé en « nombre de rotations »), représente le nombre maximum de molécules de substrat transformées par seconde et par molécule d'enzyme,. Elle peut être déduite de la vitesse maximale de réaction Vmax et de la concentration en sites catalytiques [E]T par la relation :
{\displaystyle k_{\mathrm {cat} }={\frac {V_{\max }}{[E]_{\mathrm {T} }}}}.
Par exemple, l'anhydrase carbonique, l'une des enzymes les plus rapides connues, a une constante catalytique de 400 000 à 600 000 s−1, voire 106 s−1, ce qui signifie que chaque molécule d'anhydrase carbonique peut, selon les conditions, produire jusqu'à un million d'ions bicarbonate par seconde.
Le mot turnover number a une signification différente quand il est employé dans le domaine de la catalyse: il correspond alors au nombre de moles de substrat qu'une mole de catalyseur peut transformer avant de s'inactiver. Un catalyseur qui ne s'inactive pas aurait un "turnover number" infini.